# 貝特頓 (馬里蘭州)
貝特頓（英語：Betterton）是一個位於美國馬里蘭州肯特縣的市鎮。

## 人口
根據2020年美國人口普查的數據，貝特頓的面積為2.58平方千米，當中陸地面積為2.56平方千米，而水域面積為0.02平方千米。當地共有人口286人，而人口密度為每平方千米111人。